# Raboče-Krest'janskij Krasnyj vozdušnyj flot
La Raboče-Krest'janskij Krasnyj vozdušnyj flot (in caratteri cirillici Рабоче-крестьянский Красный воздушный флот), abbreviata in RKKVF (РККВФ) fu la componente aerea dell'Armata Rossa (per esteso Armata Rossa dei Lavoratori e dei Contadini) costituita durante la Guerra civile russa.
Antesignana della Voenno-vozdušnye sily SSSR, designazione adottata dopo la costituzione dell'Unione Sovietica, ebbe come compiti principali l'interdizione dei velivoli nemici, il supporto aereo dell'intelligence e la cooperazione con l'esercito nella neocostituita Repubblica Socialista Federativa Sovietica Russa.